# Parexarrhenus excellens
Parexarrhenus excellens – gatunek chrząszcza z rodziny kózkowatych i podrodziny zgrzypikowych. Jedyny przedstawiciel rodzaju Parexarrhenus.

## Zasięg występowania
Gatunek ten występuje w Laosie, Tajlandii oraz na Półwyspie Malajskim.